# Merry Pranksters
Vesele šaljivdžije ili vesela spadala (en. Merry Pranksters) su bili skupina ljudi okupljena oko američkog pisca Ken Kizija. Oni su tokom 1960-ih putovali Amerikom, zadružno živeli u njegovom domu u Kaliforniji i promovisali upotrebu halucinogenih droga.

## Povest
Ken Kizi se početkom 1960-ih preselio se u La Hondu, posjed pedeset milja južno od San Franciska, gdje je razvio pravu psihodeličnu komunu. La Honda je postala okupljalište umjetnika, pjesnika i muzičara. Tu je Kizi počeo s praksom tzv. "acid testova", tj. okupljanja istomišljenika radi zajedničke konzumacije halucinogenih sredstava i rasprava o učincima. Oni koji su htjeli da učestvuju u njegovim acid-testovima bili su obavezni da se obuku što luđe i da plate simboličan doprinos u iznosu od jednog dolara, pri čemu je svako mogao da konzumira količinu halucinogenih sredstava koliko je mogao da podnese. Oni kojima je LSD podsticao kreativnost imali su na raspolaganju muzičke instrumente. Svako je sa tim instrumentima mogao raditi šta je htio, a najčešce ih je upotrebljavala grupa The Warlocks, koja je kasnije postala slavna pod imenom Grateful Dead.
Tu, u La Hondi se izdvojila skupina mladih zagovomika LSD-a koji su sebe prozvali Vesele šaljivdžije (Merry Pranksters) i odlučili animirati cijelu zemlju s učincima ove droge. 1964. godine putovali su Amerikom u jednom starom, veselo obojenom autobusu. Svi su nosili šarenu odjeću i bili stalno drogirani. U svojem misionarskom krstarenju Amerikom Prankstersi su se uputili i na Istočnu obalu u želji da se susretnu s Timoti Lirijem i bitnicima. Ali susret je pokazao da je i među njima generacijski jaz nepremostiv. Beatnici su u LSD-u gledali sredstvo koje omogućuje uranjanje u Apsolut, a Prankstersi su više težili zabavi. Njima su meditacije o prirodi psihodeličnih iskustava bile dosadne, pa su svoj odlazak u Milbruk nazvali "izletom u grobnicu". Tako su beat-pjesnici, prvi radikalni buntovnici pedesetih, postali žrtve mentaliteta za koji su se sami zauzimali. Oni kojima su utirali put proglasili su ih ostarjelim, konzervativnim i banalnim.
Izgled i način života Merry Prankstersa poslužili kao uzor kasnijem hipi pokretu.